# Pilip Ivanoŭ
Pilip Andrėevič Ivanoŭ (in bielorusso Піліп Андрэевіч Іваноў?; Minsk, 21 luglio 1990) è un calciatore bielorusso, centrocampista del Pogoń Kamyk.

## Carriera
Ha giocato nella massima serie bielorussa e lettone.